# Вієска (округ Дунайська Стреда)
Вієска (словац. Vieska, угор. Dunakisfalud) — село, громада в окрузі Дунайська Стреда, Трнавський край, Словаччина. Кадастрова площа громади — 6,68 км². Населення — 419 особи (за оцінкою на 31 грудня 2017 р.).
Перша згадка 1322 року.

## Населення
| Рік:            | 1994. | 2004.   | 2014.   | 2024.   |
| --------------- | ----- | ------- | ------- | ------- |
| Кількість осіб: | 455   | 440     | 425     | 423     |
| Різниця:        |       | -3,29 % | -3,40 % | -0,47 % |

| Рік:            | 2023. | 2024.   |
| --------------- | ----- | ------- |
| Кількість осіб: | 423   | 423     |
| Різниця:        |       | -1,42 % |